# Djiratawa
Djiratawa (auch: Djirataoua, Girataoua, Jiratawa) ist eine Landgemeinde im Departement Madarounfa in Niger.

## Geographie
Djiratawa liegt in der Großlandschaft Sudan und ist ein östlicher Vorort der Regionalhauptstadt Maradi. Die weiteren Nachbargemeinden Djiratawas sind Saé Saboua im Norden, Tchadoua im Osten, Dan-Issa und Madarounfa im Süden sowie Safo im Südwesten. Bei den Siedlungen im Gemeindegebiet handelt es sich um 72 Dörfer und 30 Weiler. Der Hauptort der Landgemeinde ist das Dorf Djiratawa.

## Geschichte
Der Hauptort Djiratawa wurde im Jahr 1473 gegründet. Die ersten Siedler kamen aus dem späteren Nigeria. Bevor die Siedlung ihren heutigen Standort einnahm, hatte sie fünf andere Standorte. Der Ortsname bedeutet „die, die in der ständiger Erwartung des Feindes von Ort zu Ort ziehen“.
Die französische Kolonialverwaltung richtete 1944 einen Kanton in Djiratawa ein. Aus dem Kanton Djiratawa ging 2002 im Zuge einer landesweiten Verwaltungsreform die Landgemeinde Djiratawa hervor.

## Bevölkerung

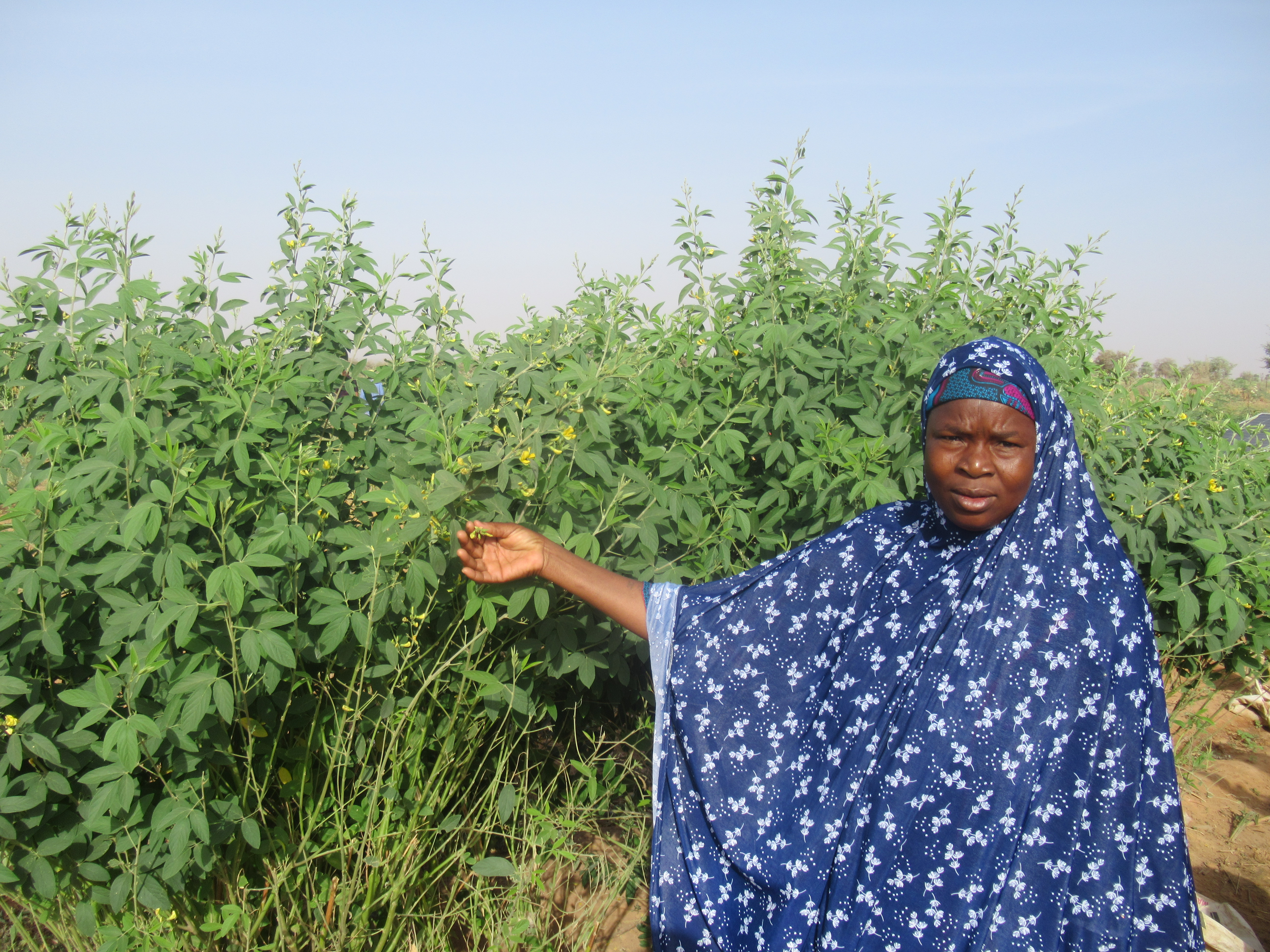
Eine Frau bei Soja-Kulturen in Djiratawa (2025)

Bei der Volkszählung 2012 hatte die Landgemeinde 85.976 Einwohner, die in 9952 Haushalten lebten. Bei der Volkszählung 2001 betrug die Einwohnerzahl 54.359 in 6706 Haushalten.
Im Hauptort lebten bei der Volkszählung 2012 6699 Einwohner in 921 Haushalten, bei der Volkszählung 2001 4679 in 571 Haushalten und bei der Volkszählung 1988 4126 in 712 Haushalten.
In ethnischer Hinsicht ist die Gemeinde ein Siedlungsgebiet von Katsinawa, Gobirawa und Azna. Ein traditionelles Zentrum der Azna im Gemeindegebiet von Djiratawa ist das Dorf Houdel.

## Politik
Der Gemeinderat (conseil municipal) hat 21 gewählte Mitglieder. Mit den Kommunalwahlen 2020 sind die Sitze im Gemeinderat wie folgt verteilt: 4 ADEN-Karkara, 4 MDEN-Falala, 4 PNDS-Tarayya, 3 CPR-Inganci, 2 RDR-Tchanji, 1 ANDP-Zaman Lahiya, 1 MNSD-Nassara, 1 RPD-Bazara und 1 RSD-Gaskiya.
Jeweils ein traditioneller Ortsvorsteher (chef traditionnel) steht an der Spitze von 67 Dörfern in der Gemeinde, darunter dem Hauptort.

## Wirtschaft und Infrastruktur

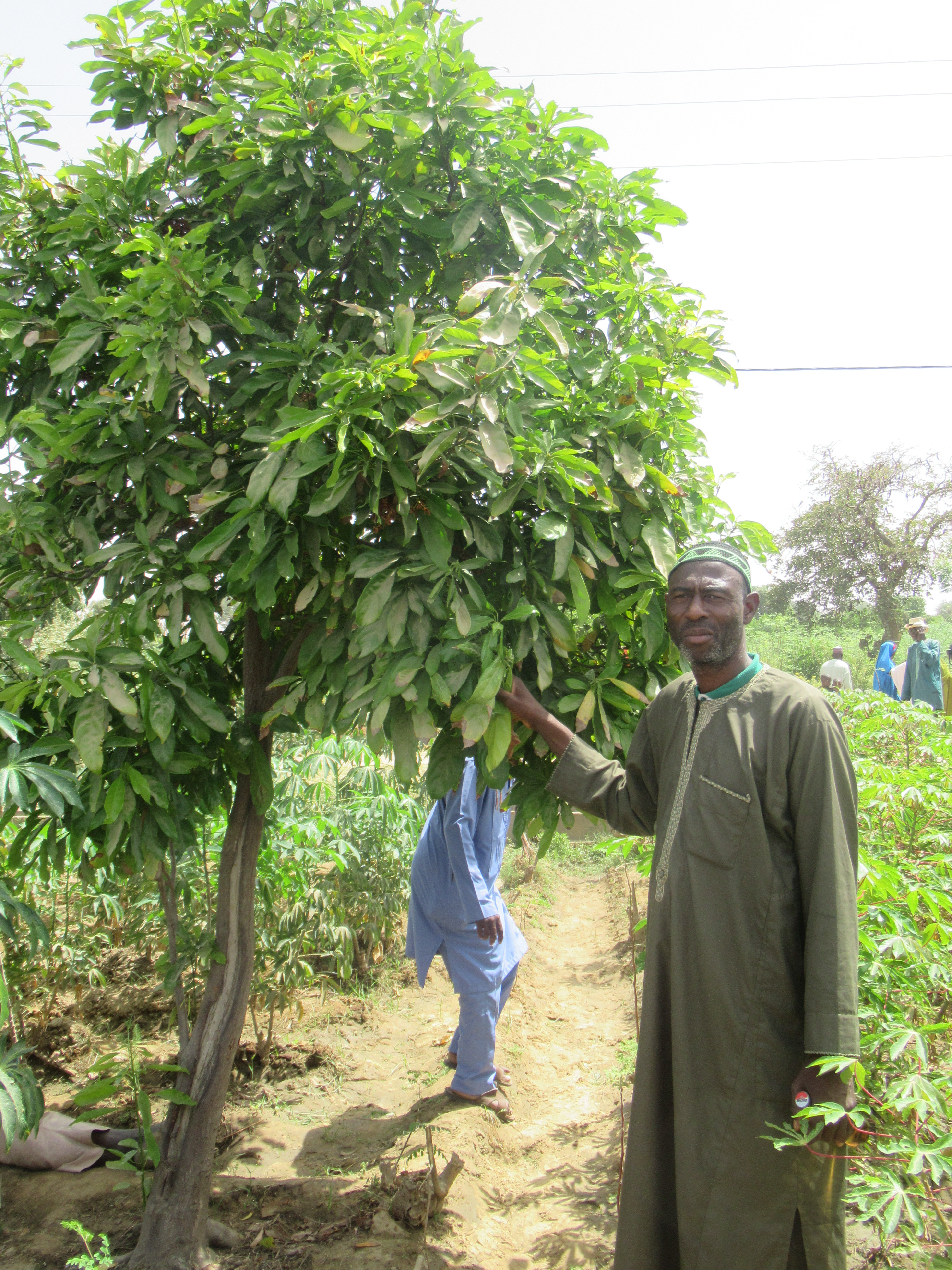
Ein Mann bei einem Kolabaum in Djiratawa (2025)

Die Gemeinde liegt in einer Zone, in der Regenfeldbau praktiziert wird. Von Mai bis November werden Sorghum, Baumwolle, Mais, Maniok, Okra, Piment und Moringa angebaut, von Dezember bis März Weizen, Zwiebeln, Erdnüsse, Süßkartoffeln und Maniok. Die Abnehmer der Baumwolle aus Djiratawa sind Händler aus der Stadt Maradi und aus Nigeria. Getreide, Süßkartoffeln und Moringa werden direkt an Endverbraucher in Maradi verkauft. Das staatliche Versorgungszentrum für landwirtschaftliche Betriebsmittel und Materialien (CAIMA) unterhält eine Verkaufsstelle im Hauptort. Die Niederschlagsmessstation im Hauptort wurde 1981 in Betrieb genommen.
Gesundheitszentren des Typs Centre de Santé Intégré (CSI) sind im Hauptort sowie in den Siedlungen Danja, Goulbaoua, Tchizon Kourégué und Toffa Yarimawa Daoutawa vorhanden. Die Gesundheitszentren im Hauptort und in Danja verfügen jeweils über ein eigenes Labor und eine Entbindungsstation. Der CEG Djiratawa und der CEG Tchizon Kourégué sind allgemein bildende Schulen der Sekundarstufe des Typs Collège d’Enseignement Général (CEG). Beim Centre de Formation aux Métiers de Djiratawa (CFM Djiratawa) und beim Centre de Formation aux Métiers de Tchizon Kourégué (CFM Tchizon Kouregué) handelt es sich um Berufsausbildungszentren.
Durch den Gemeindehauptort führt die 23 Kilometer lange Route 433 zwischen Tarna und Madarounfa, eine einfache Piste. Durch das östliche Gemeindegebiet verläuft die Nationalstraße 9 zwischen der Stadt Maradi und der Staatsgrenze zu Nigeria.